# Grupo Folclórico Ucraniano Vesná (Mafra)
El Grupo Folclórico Ucraniano Vesná (en portugués: Folclore Ucraniano Vesná) es una asociación cultural sin fines de lucro de la ciudad Mafra, en Brasil.
Pertenece a la Parroquia Nuestra Señora del Perpetuo Socorro de la Iglesia greco-católica ucraniana. Cuenta con 12 miembros que forman parte del grupo de danzas.
A diferencia de los cuerpos de ballet de otras comunidades, una particularidad destacada entre los ucranianos es que casi todos sus ballets están vinculados y administrados por las iglesias. Esta organización se percibe como la forma más adecuada de mantenerlos, evitando la influencia de intereses particulares. En cada festividad o evento religioso, cívico o político, los integrantes del ballet participan vistiendo trajes tradicionales y portando estandartes que reflejan su afiliación.
En idioma ucraniano, Vesná (Весна) significa primavera, término que a menudo aparece en canciones, poemas y nombres artísticos, simbolizando renovación, esperanza y nuevos comienzos en la cultura ucraniana.
Tuvieron a su cargo la organización de dos ediciones del Festival Nacional de Danzas Ucranianas en los años 1999 y 2013.

## Historia
El grupo está directamente relacionado con el barrio Vila Ferroviária y sus alrededores, un lugar con una fuerte influencia étnica ucraniana. En 1985, surgió la idea de crear el grupo por parte del Padre José Waurek, en la iglesia de rito bizantino ucraniano-católico Nuestra Señora del Perpetuo Socorro.
Tuvieron su primera presentación en sociedad el 28 de mayo de 1988. En 1996, pasaron a tener personalidad jurídica y en 2005 adoptaron el nombre de "Folclore Ucraniano Vesná", convirtiéndose en uno de los principales grupos ucranianos de Brasil.
El grupo participa activamente en cada edición del Festival Nacional de Danzas Ucranianas, evento que nació para preservar las tradiciones culturales y fomentar la integración entre los grupos folclóricos. Se realiza cada año en diferentes ciudades del sur de Brasil.
En sus primeras ocho ediciones, el evento se llamó Festival Nacional de Danza Ucraniana Hopak, ya que todos los grupos presentaban esta danza emblemática. A partir de 2002, pasó a denominarse Festival Nacional de Danzas Ucranianas, permitiendo que cada grupo presente diferentes danzas representativas de diversas regiones de Ucrania, ofreciendo un espectáculo variado y culturalmente enriquecedor.
El 11 de junio de 2014 fueron declarados de "interés público" por el Estado de Santa Catarina a través de la Ley n° 16.408 promulgada por el entonces gobernador João Raimundo Colombo.